# Dalbergia obtusifolia
Dalbergia obtusifolia là một loài thực vật có hoa trong họ Đậu. Loài này được (Baker) Prain miêu tả khoa học đầu tiên.